# Ekaterina Alekseievna Avdeieva
Ekaterína Aleksêievna Avdêieva (nascida Polevaia; 5 [16] de agosto de 1788, Kursk — 21 de julho [2 de agosto] de 1865, Dorpat) foi uma escritora russa, editora de contos de fada tradicionais russos, autora de livros sobre administração doméstica. Irmã de Nikolai Alekseievitch Polevoi e Ksenofont Alekseievitch Polevoi.

## Biografia
Vivia em Irkutsk. Não recebeu educação formal. Aos 14 anos, casou-se com um comerciante de Irkutsk, com quem se mudou para Kiakhta, onde os jovens viveram por cerca de um ano. Passou quase toda a juventude em viagens por diferentes regiões da Sibéria.
Em 1815, enviuvou. Mudou-se para Kursk (1820), então para Moscou, mais tarde para Odessa. Viveu algum tempo em Dorpat (Tartu), onde seu genro era professor universitário, em São Petersburgo a partir de 1841, e a partir de 1863, na região de Novgorod, onde tentou tocar uma fazenda modelo numa terra arrendada. A partir de 1861 até sua morte, recebeu uma pensão do Fundo Literário.
Foi enterrada do Cemitério Raadi na cidade de Tartu.

## Atividade literária

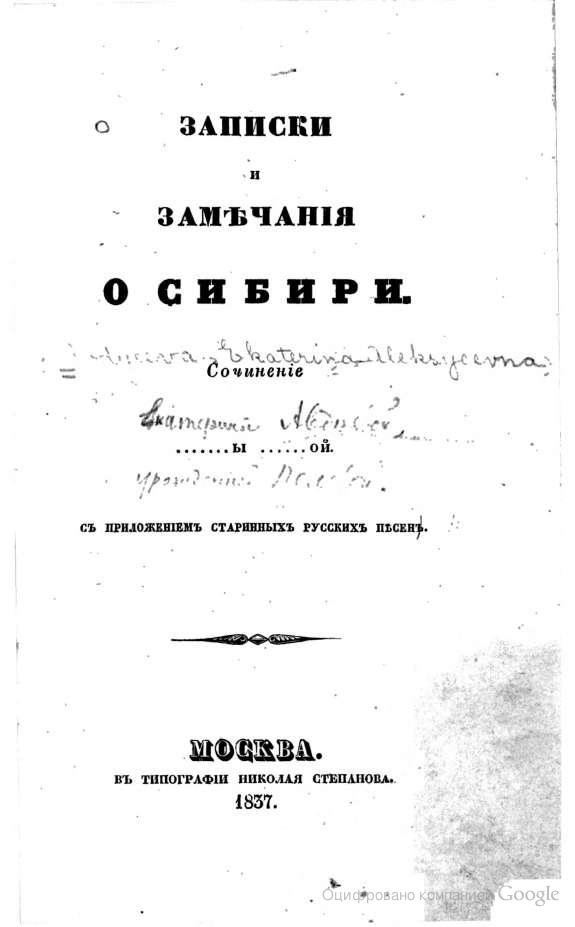
Capa do livro "Notas e observações sobre a Sibéria. Com um anexo de antigas canções russas".

Começou tarde a escrever e publicar. Seu primeiro trabalho, "Zapiski i zametchania o Sibiri. S prilojeniem starinnykh russkikh pesen" (Notas e observações sobre a Sibéria. Com um anexo de antigas canções russas), publicado em Moscou em 1837, saiu com um prefácio de Ksenofont Alekseievitch Polevoi e foi traduzido para tcheco, alemão e inglês, e chamado por Aleksandr Nikolaievitch Pypin de um dos primeiros livros "propriamente etnográficos" da Rússia. Suas "Zapiski o starom i novom russkom byte" (Notas sobre o modo de vida russo antigo e o novo), publicado em São Petersburgo em 1842 com um prefácio de Nikolai Alekseievitch Polevoi, compostas a partir de ensaios publicados na "Otetchestvennye zapiski" (Notas da Pátria) e em coletâneas semelhantes, também possuem um caráter etnográfico.
Avdeieva é a autora dos populares livros "Rutchnaia kniga russkoi opytnoi khoziaiki" (Manual da dona de casa russa experiente), publicado em 1842 em São Petersburgo, e que foi reeditado muitas vezes até 1877, "Karmannaia povarennaia kniga" (Livro de culinária de bolso), São Petersburgo, 1842, 9ª edição em 1871, e "Polnaia khoziaistvennaia kniga... s pribavleniem domashnego leshebnika i domashnego sekretaria" (Livro completo de uso doméstico... ampliado com um uma parte sobre medicina caseira e administração doméstica), São Petersburgo, 1851. O sucesso comercial dessas edições e outras semelhantes causou o lançamento, sob o nome dela, de livros análogos falsificados. Ela lançou também o "Russki pesennik, ili Sobranie lutchshikh i liubimeishikh pesen, romansov i vodevilnykh kupletov izvestnykh pisatelei" (Cancioneiro russo, ou Coletânea das melhores e mais amadas canções, romanças e cançonetas de vaudeville de compositores famosos), São Petersburgo, 1848..
Na revista "Otetchestvennye zapiski" foram publicadas as composições artísticas de Avdeieva, "Russkie predania. Soldatka" (Tradições russas: A soldada), de 1847, e "Strashnaia groza" (Uma tempestade terrível), de 1848.
Avdeieva publicou os "Russkie skazki dlia detei, rasskazannye nianiushkoiu Avdotieiu Stepanovnoiu Tcherepievoiu"(Contos de fadas russos para crianças, contados pela babá Avdótia Stepanovna Tcherepieva) em São Petersburgo, em 1844, com a oitava edição em 1881. Sete contos de fadas tradicionais russos ("Volk i koza", O lobo e a cabra, "Volk i lisa", O lobo e a raposa, "Kolobok", uma espécie de pão redondo, "Kot, lisa i petukh", O gato, a raposa e o galo, entre outros) registrados e incluídos por ela nessa edição integraram-se solidamente ao repertório inicial de leitura das crianças. Os contos de fada registrados por Avdeieva foram incluídos no livro "Narodnye russkie skazki" (Contos de fada russos), de Aleksandr Nikolaievitch Afanassiev e Vladimir Iakovlevitch Propp, chamado de "o primeiro registro autêntico das tradições orais da nação".

## Literatura
- Очерки русской литературы Сибири. Т. 1. Дореволюционный период. — Новосибирск: Наука, 1982. — С. 288, 290—292, 300, 304, 312, 313.
- Похлёбкин В. В. Моя кухня и моё меню. — М.: Центрполиграф, 2002. — (Классики кулинарного искусства). — ISBN 5-227-00916-3. — С. 467—476.
- Кайдаш С. Н. Авдеева Екатерина Алексеевна // Русские писатели 1800—1917. Биографический словарь / П. А. Николаев (гл. ред.). — М.: Сов. энциклопедия, 1989. — Т. 1: А—Г. — С. 15—16.
- Сергеев М. Д. Екатерина Алексеевна Авдеева-Полевая // Записки иркутских жителей. — Иркутск: Вост.-Сиб. кн. изд-во, 1990. — 50 000 экз. — (Литературные памятники Сибири). — ISBN 5-7424-0216-3. — С. 507—512.